# Kira Borisovna Šingareva
Kira Borisovna Šingareva (in russo Кира Борисовна Шингарева?; Mosca, 9 gennaio 1938 – 15 settembre 2013) è stata una geografa e astronoma russa specializzata nella mappatura di territori extraterrestri. Il suo lavoro permette la mappatura del lato nascosto della Luna oltre che di un gran numero di pianeti (Marte, Venere, Mercurio) e satelliti naturali del sistema solare, il Phobos in particolare. Šingareva ha lavora all'interno dell'Unione Astronomica Internazionale per l'istituzione di un sistema di nomenclatura planetaria. Come riconoscimento del suo lavoro, l'asteroide 294595 Shingareva e il cratere lunare Kira prendono il suo nome.

## Biografia
Kira Šingareva è nata a Mosca in una famiglia di intellettuali; suo padre era un ingegnere chimico, professore e direttore del dipartimento di cartografia. Su consiglio suo, Šingareva ha studiato matematica, mancando di un solo punto gli esami finali. Si è indirizzata di conseguenza verso l'Università Statale di Mosca per la geodesia e la cartografia (MIIGAiK) nel cui curriculum di astronomia era compresa la matematica. Nel 1959 Kira Šingareva si è laureata in astronomia e geodesia al MIIGAiK. Ammessa nel 1961 all'Università tecnica di Dresda, allora sotto il controllo sovietico, Šingareva ha sostenuto il dottorato nel 1974. Tra il 1976 e il 1978, ha conseguito una seconda laurea in economia presso la Facoltà di Relazioni Internazionali dell'Università statale Lomonosov di Mosca e nel 1992 ha conseguito il dottorato in scienze.

### Attività amministrative
Fino al 1977, prima di entrare a far parte del Dipartimento di Economia e Commercio presso il MIIGAiK, Šingareva ha ricoperto la carica di ricercatrice senior presso il Laboratorio di Planetologia Comparata dell'Istituto di Ricerca Spaziale dell'Accademia delle Scienze. Nonostante la carenza di fondi dovuta al fallimento della sonda Mars 96 nel 1996, attraverso la buona gestione, Šingareva ha garantito la continuità della ricerca del laboratorio. Ha inoltre contribuito alla creazione nel 2010 del MexLab, il Laboratoire di ricerche extraterrestri. Laboratorio creato sul modello del MIIGAiK per accogliere giovani ricercatori, è diventato rapidamente uno dei principali centri internazionali della Russia per la planetologia.

## Lavori
"Se dici le parole pianeta e mappa insieme, Kira Borisovna Šingareva è la figure de proue [figura di rilievo]" ha scritto il Russkij Reporter nel 2010. In un contesto di esplorazione spaziale, prediletto dalla cultura russa, Kira Šingareva ha contribuito al tracciamento della geografia extraterrestre del sistema solare, in quel momento terra incognita. Ha mappato la Luna, in particolare il suo lato più lontano, Marte, Venere e Fobos (di cui ha realizzato anche il globo) per il programma spaziale russo e ha selezionato i siti di atterraggio delle prime sonde lunari. Ha realizzato numerosi lavori sulla geografia extraterrestre, uno degli ultimi, un catalogo di crateri su Fobos e un'analisi della loro distribuzione utilizzando GIS.

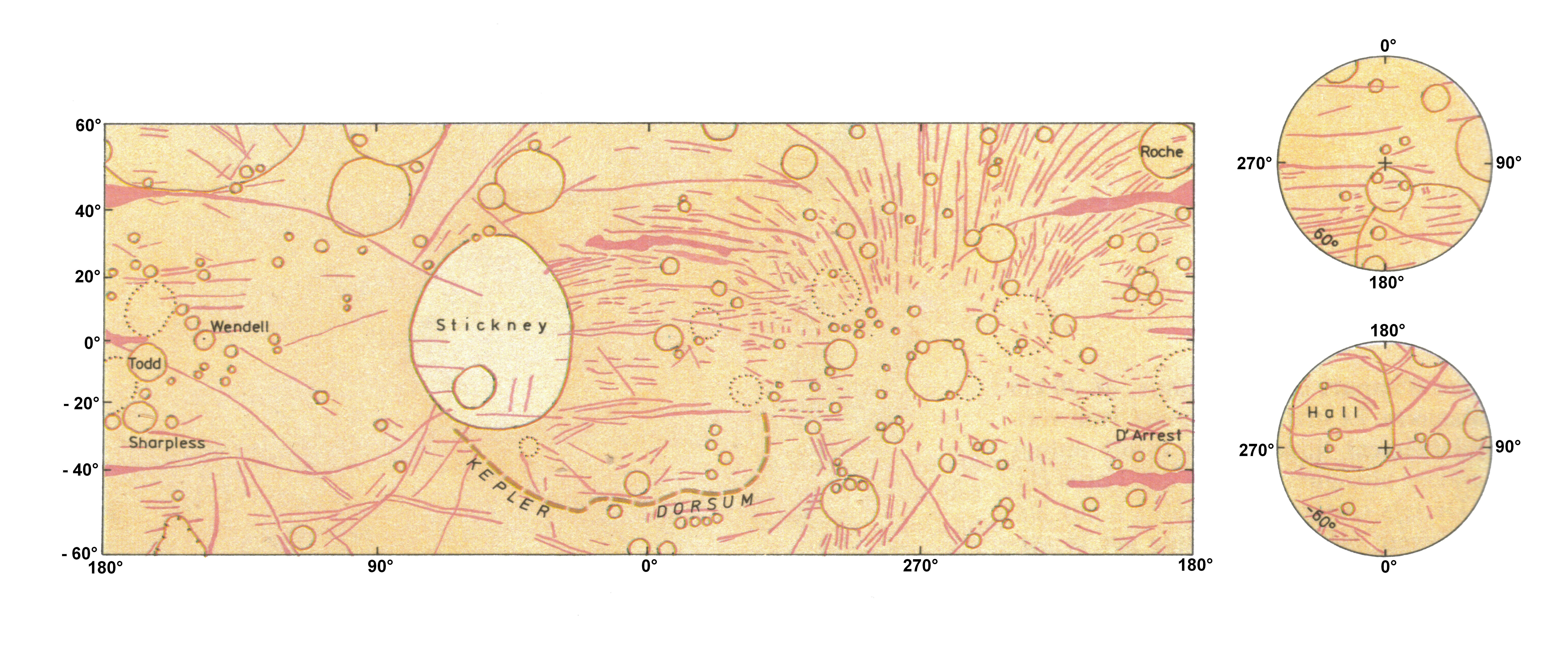
Mappa schematica della superficie di Fobos

### Prima mappatura del lato opposto della Luna

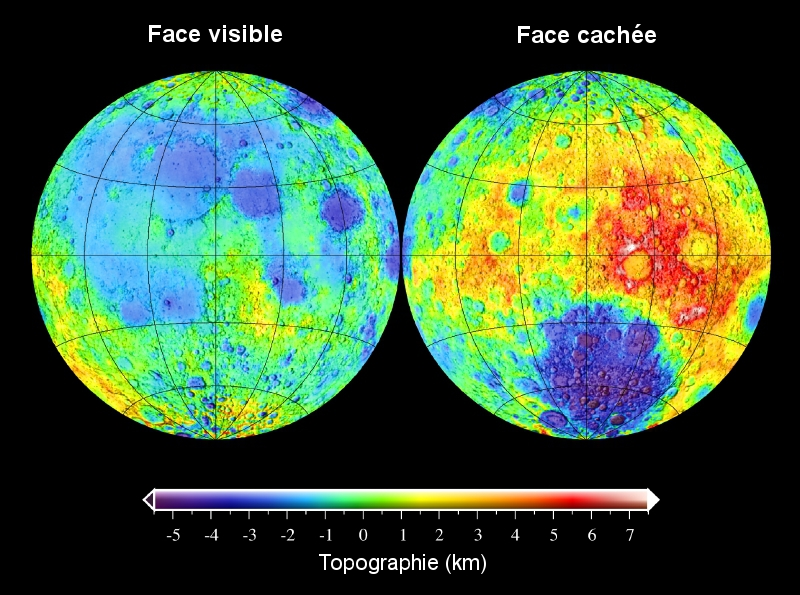
Mappa topografica dei lati visibili (sinistra) e nascosto (destra) della Luna.

Dalla fine degli anni '60, nonostante la riluttanza dei suoi colleghi maschi, il lavoro di Kira Šingareva si è concentrato sulla nomenclatura dei toponimi extraterrestri. Inclusa la denominazione di nuove strutture identificate sulla superficie lunare, un lavoro realizzato insieme alla linguista N. B Lavrova. Nel 1967 Šingareva ha proposto all'Unione Astronomica Internazionale (IAU) una nuova nomenclatura per il lato opposto della Luna, una novità per all'epoca. Prodotto su nove fogli con risoluzione 1:50 000 000, la nomenclatura è stata completata per il primo globo della Luna che rappresenta 95% dell'area lunare ad una risoluzione di 1:10 000 000.

### Contributo alla toponomastica extraterrestre
Per la presenza di 45% toponimi russi, la mappa è soggetta a blocchi provenienti dagli Stati Uniti, che raccomandano di numerare le caratteristiche topografiche. Questa presentazione ha avviato la ristrutturazione del sistema di nomenclatura planetaria e la produzione di mappe multilingue. La conoscenza dell'inglese e del tedesco di Kira Šingareva ha aperto la sua strada verso una carriera internazionale nella toponomastica. Vicepresidente della Commissione per la toponomastica spaziale dell'Accademia delle scienze russa, co-presidente, poi presidente del gruppo di lavoro sulla cartografia planetaria dell'UAI, ha ritnuto che le scelte dei toponimi planetari debbano passare dall'UAI ad una commissione interdisciplinare dell'ONU. Nell'ambito della commissione, Šingareva si occupa della produzione di mappe multilingue dei pianeti e delle loro lune e di un glossario sulla cartografia planetaria.

### Pubblicazionedell'Atlante dei pianeti terrestri e delle loro lune

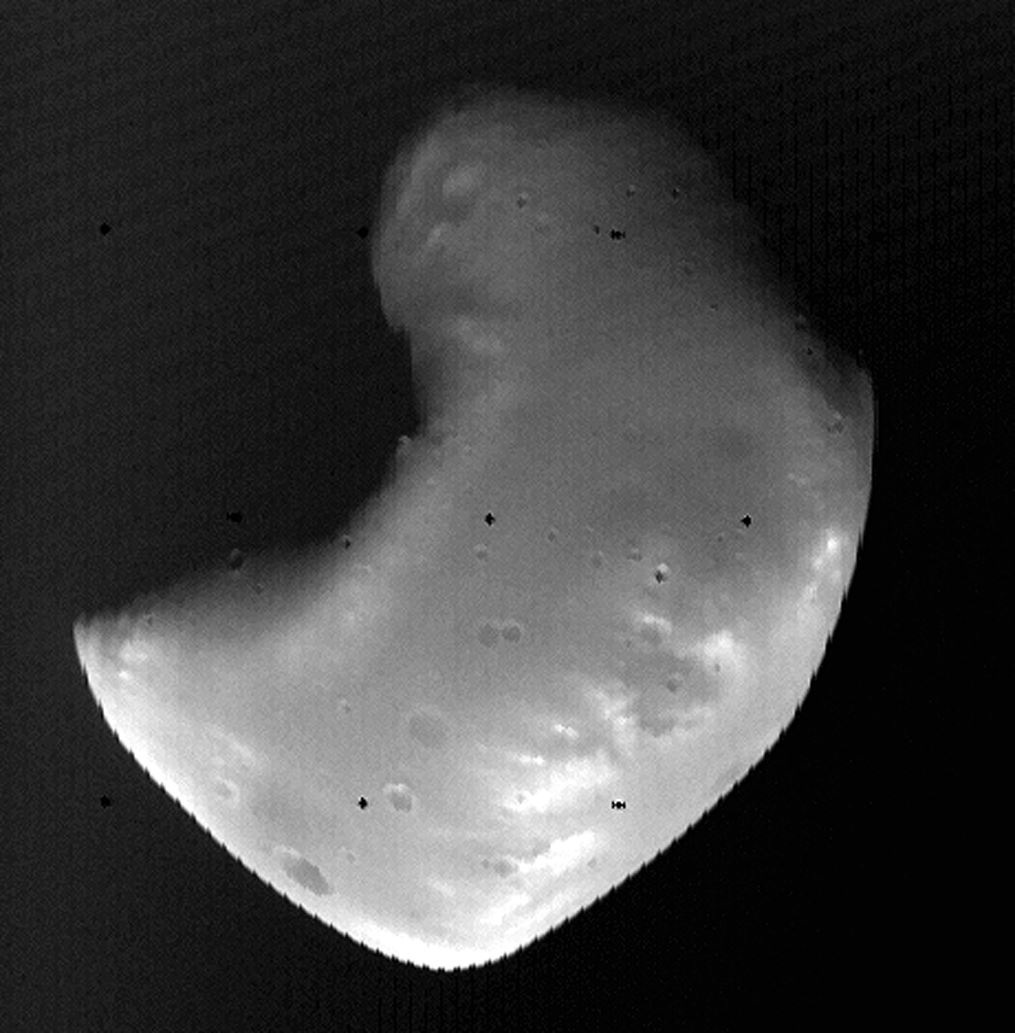
Immagine satellitare di Marte Deimos

Nel 1992, insieme ai suoi colleghi, ha pubblicato l'Atlante dei pianeti terrestri e delle loro lune, frutto di 12 anni di lavoro; l'biettivo era quello di diffondere ad un vasto pubblico nazionale e internazionale le proprie scoperte sui pianeti attraverso la cartografia. È seguita la serie Multilingual Maps of the Terrestrial Planets and their Moons, che include in particolare le mappe di Mercurio e Deimos. Una versione intitolata Atlas of the solar system pubblicata nel 2005, è disponibile per gli studenti. Con Geography of Extraterrestrial Territories, uscito nel 2009 e di cui Kira Šingareva è coautrice, questi lavori sono alla base dell'insegnamento della planetologia in Russia.

## Premi e riconoscimenti
Kira Šingareva è stata membro onorario dell'International Cartographic Association dal 2007 fino alla sua morte. L'asteroide della cintura principale 294595 Shingareva viene intitolato a lei,. In riconoscimento dei suoi notevoli contributi, il cratere lunare Kira porta il suo nome, un dono dei suoi colleghi statunitensi.

## Pubblicazioni
Kira Šingareva è autrice di oltre 200 pubblicazioni.

### Libri
- (RU) Атлас планет Земной группы и их спутников, Miigaik.
- (RU) Многоязыковые карты планет и спутников.
- (EN) Space Activity in Russia - Background, Current State, Perspectives, Universitat der Bundeswehr Munchen.
- (RU) Подготовлен и издан Атлас: Астрономия. Солнечная система.
- Henrik Hargitai, Encyclopedia of planetary landforms, ISBN 978-1-4614-3135-0, OCLC 932166726.

### Articoli scientifici
- (EN) Presentation on Lunar Nomenclature, in Proceedings of the Thirteenth General Assembly, 17.
- (RU) картографическая изученность лунной поверхности [Étude cartographique de la surface de la Lune], in серия исследование космического пространства, vol. 5.
- (EN) Cartography of the Lunokhod-1 landing site and traverse from LRO image and stereo-topographic data, in Planetary and Space Science, vol. 85, DOI:10.1016/j.pss.2013.06.002, ISSN 0032-0633 (WC · ACNP).
- (EN) Phobos and Deimos cartography, in Planetary and Space Science, Phobos, vol. 102, DOI:10.1016/j.pss.2013.05.012, ISSN 0032-0633 (WC · ACNP).
- Chinese and Russian Language Equivalents of the IAU Gazetteer of Planetary Nomenclature: an Overview of Planetary Toponym Localization Methods, in The Cartographic Journal, vol. 56, DOI:10.1179/1743277413Y.0000000051, ISSN 0008-7041 (WC · ACNP).